# Mamo Clark
Mamo Clark (ur. 6 grudnia 1914 w Honolulu, zm. 18 grudnia 1986 w Panorama City) – amerykańska aktorka. Kształciła się na Uniwersytecie Południowej Kalifornii. W filmie zadebiutowała w Bunt na Bounty.

## Filmografia
- 1940: One Million B.C. (pol. Milion lat przed naszą erą) jako Nupondi
- 1940: Seven Sinners (pol. Siedmiu grzeszników), jako rdzenna mieszkanka przy stoliku Antro
- 1938: Air Devils, jako Lolano
- 1938: Hawaii Calls, jako Hina
- 1937: The Hurricane (pol. Huragan) jako Hitia
- 1936: Robinson Crusoe of Clipper Island jako Księżniczka Melani
- 1935: Bunt na Bounty (Mutiny on the Bounty) jako Maimiti